# 임필성
임필성(1972년 5월 13일 ~ )은 대한민국의 영화 감독이자 각본가이다.

## 학력
- 단국대학교 영어영문학과

## 작품 목록
- 생강  (단편 영화, 1996) - 기획
- 기념품  (단편 영화, 1997) - 영화 감독, 각본가
- 소년기  (단편 영화, 1998) -  감독, 각본, 영화 편집, 영화 프로듀서
- 베이비  (단편 영화, 1999) - 감독, 각본, 프로듀서
- 피도 눈물도 없이 (2002) - 보조 출연자
- 모빌  (단편 영화, 2003) - 감독, 각본
- 남극일기 (2005) - 감독, 각본
- 괴물 (2006년 영화) (2006) - 배우
- 헨젤과 그레텔 (2007년 영화) (2007) - 감독, 각본
- 지상의 밤  (단편 영화, 2010) - 배우
- 슈퍼 덕후  (단편 영화, 2010) - 감독, 각본
- 인류멸망보고서 (2012) -  감독, 각본
- 장준환을 기다리며  (단편 영화, 2012) - 카메오 출연
- 뒷담화 (2012) - 까메오
- 아티스트 봉만대 (2013) -  배우
- 마담 뺑덕 (2014) - 감독, 각본
- 페르소나 (2018) - 감독, 각본